# 女川站
38°26′46.8″N 141°26′41.8″E / 38.446333°N 141.444944°E
女川站（日语：／ Onagawa eki */?）是位於日本宮城縣牡鹿郡女川町、東日本旅客鐵道（JR東日本）石卷線的鐵路車站，是該線的終點站。此站於2011年東日本大震災受到了嚴重的破壞，鐵路服務一度暫停，並改用代替巴士行走，後來決定把車站搬遷往內陸200公尺方向重置，經歷四年後，新站舍於2015年3月21日重開。
車站現屬JR東日本仙台支社管轄範圍，為業務委託站。2002年，舊站舍因位處女川的玄關口而獲選為東北車站百選。

## 車站結構

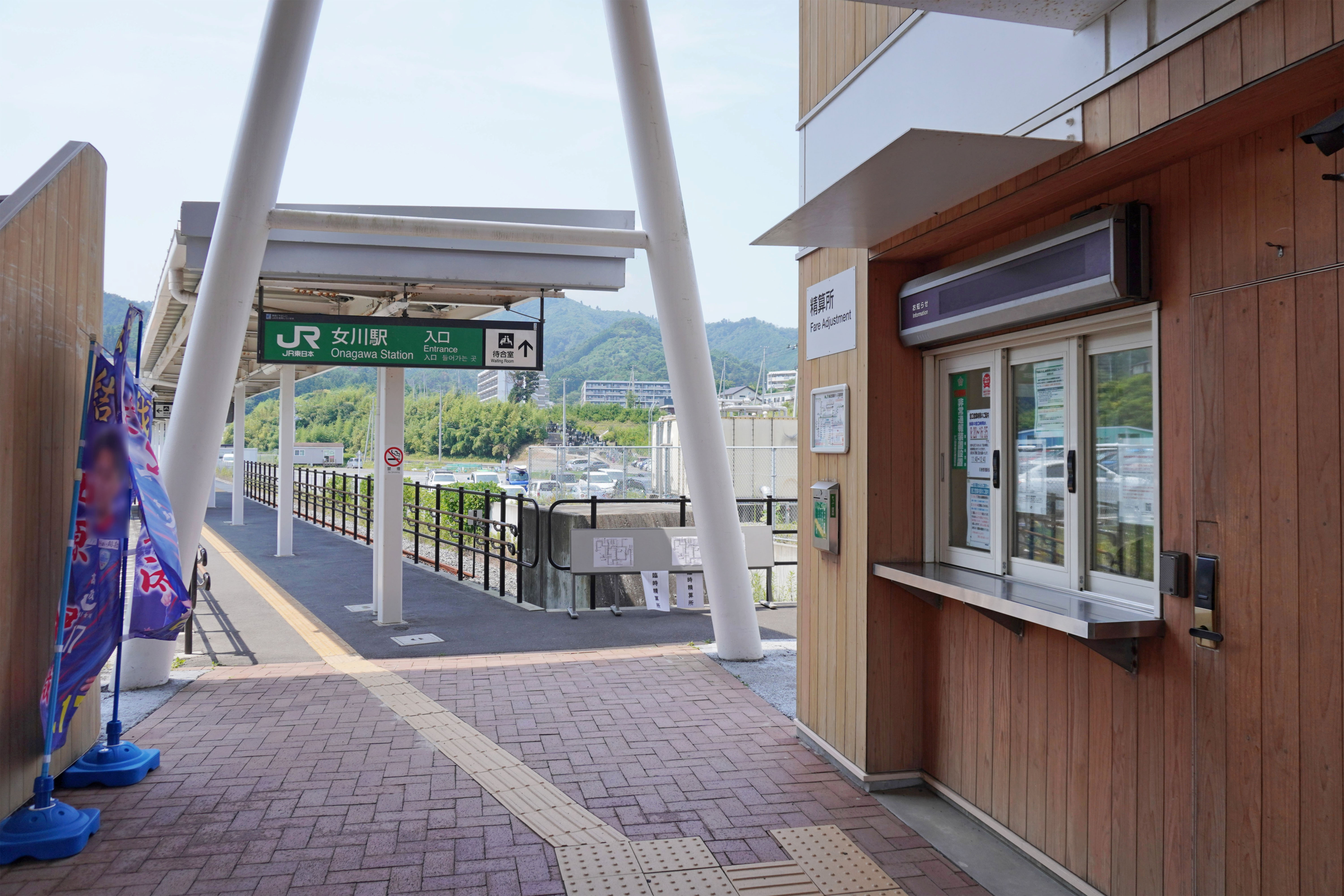
驗票口(2023年7月)

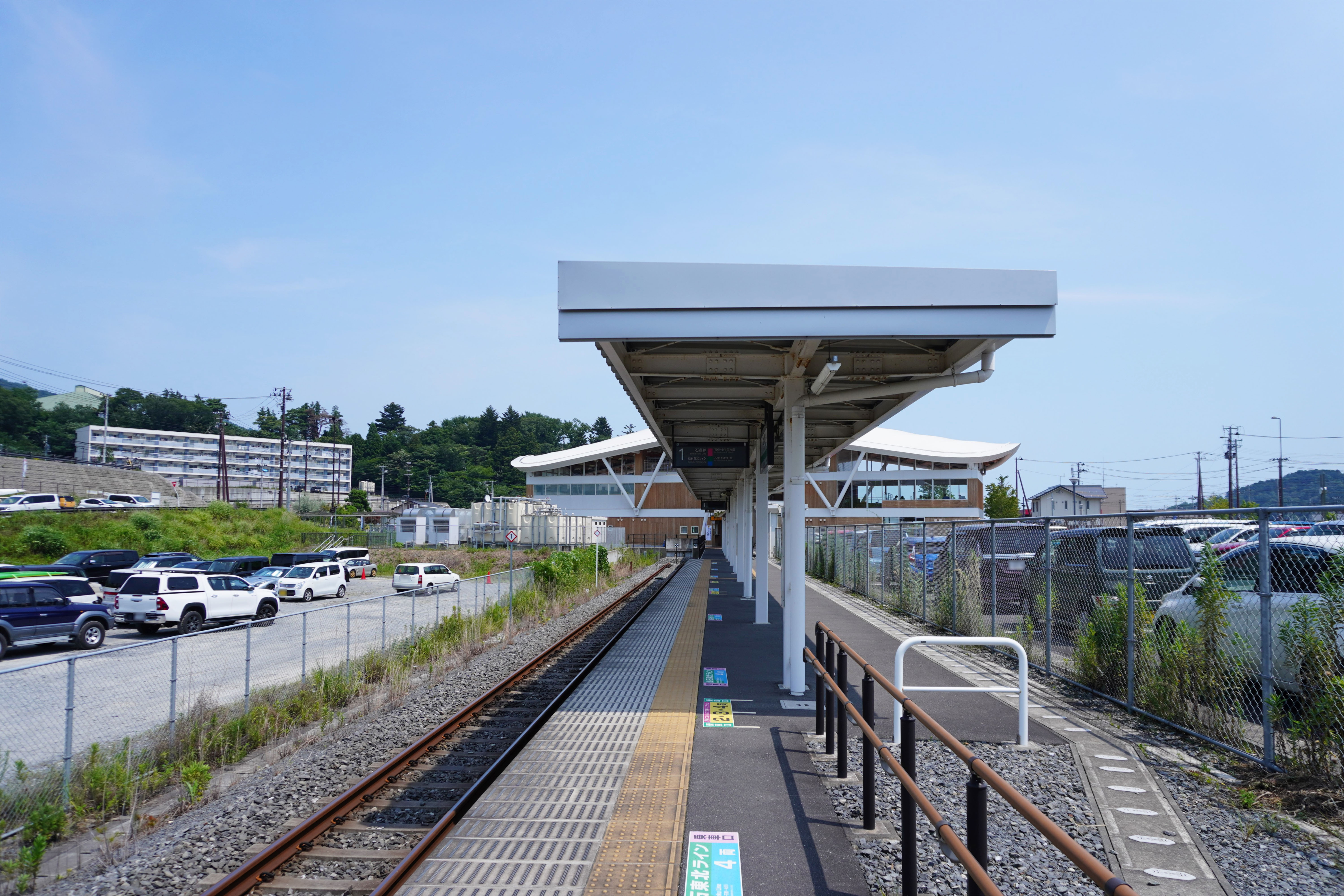
月台(2023年7月)

現時使用的站舍是東日本大地震後重建的第2代站舍，是一座3層高由水泥及鋼鐵所建成，結合多功能用途的建築物。地下中央為開放式車站出入口，可直通至月台，右側設有自動售票機及自動補票機各1部，並張貼有發車時間表，而從月台走出時，前方即可直接看到女川灣；地下左側、2樓全層及部份3樓則全闢作為町營溫泉及浴場，是把原舊設於站舍旁邊，於地震中同樣被毀的原有浴場併設在站舍內；3樓其餘部份則用作展望台，一般公眾人士可在穿過車站出入口後，沿左側的有獨立樓梯可前往，向山方向可觀望列車離開月台的景色，向海方向亦同樣觀望女川灣。

### 月台

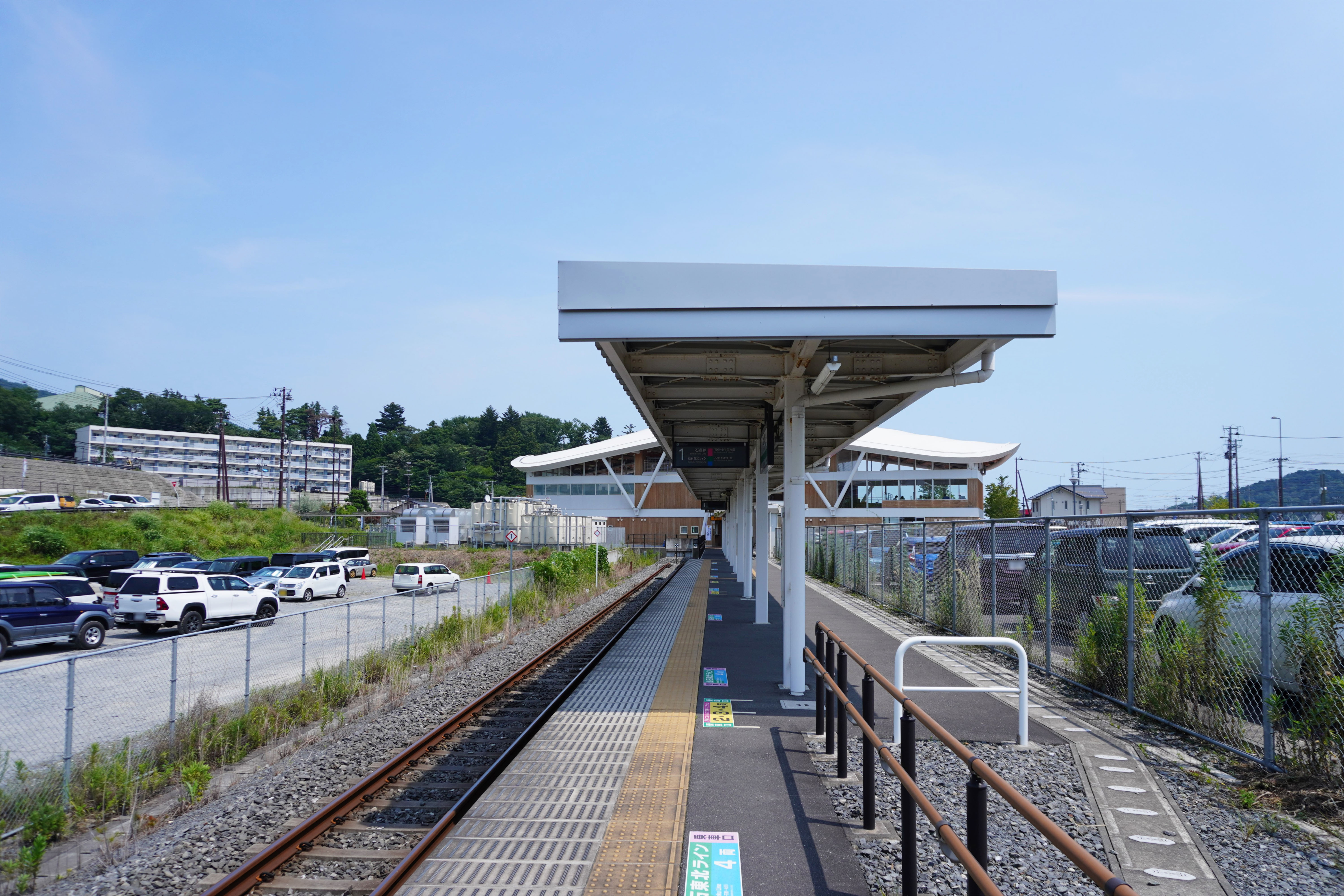
女川站月台（向站房方向），左側為使用中的1號月台，右側為已建有路基及劃線、但沒有舖設路軌的備用月台。

設有可容納4輛車廂的側式月台1個，因是終點站，採用了頭端式設計，月台與站舍間以斜道連接，並設有候車室。而連接閘口、斜道及2節車廂長度的月台均裝設了月台上蓋。
雖然是單式月台，但月台上的標示牌卻有標示為「1號月台」，由於現址地為重建地或，佈局上可容許變為島式月台及增加軌道，使其回復至舊車站時代的配置，不過按現時的班次和規劃，短期內並沒有打算增建月台。
第1代車站（已被拆除）

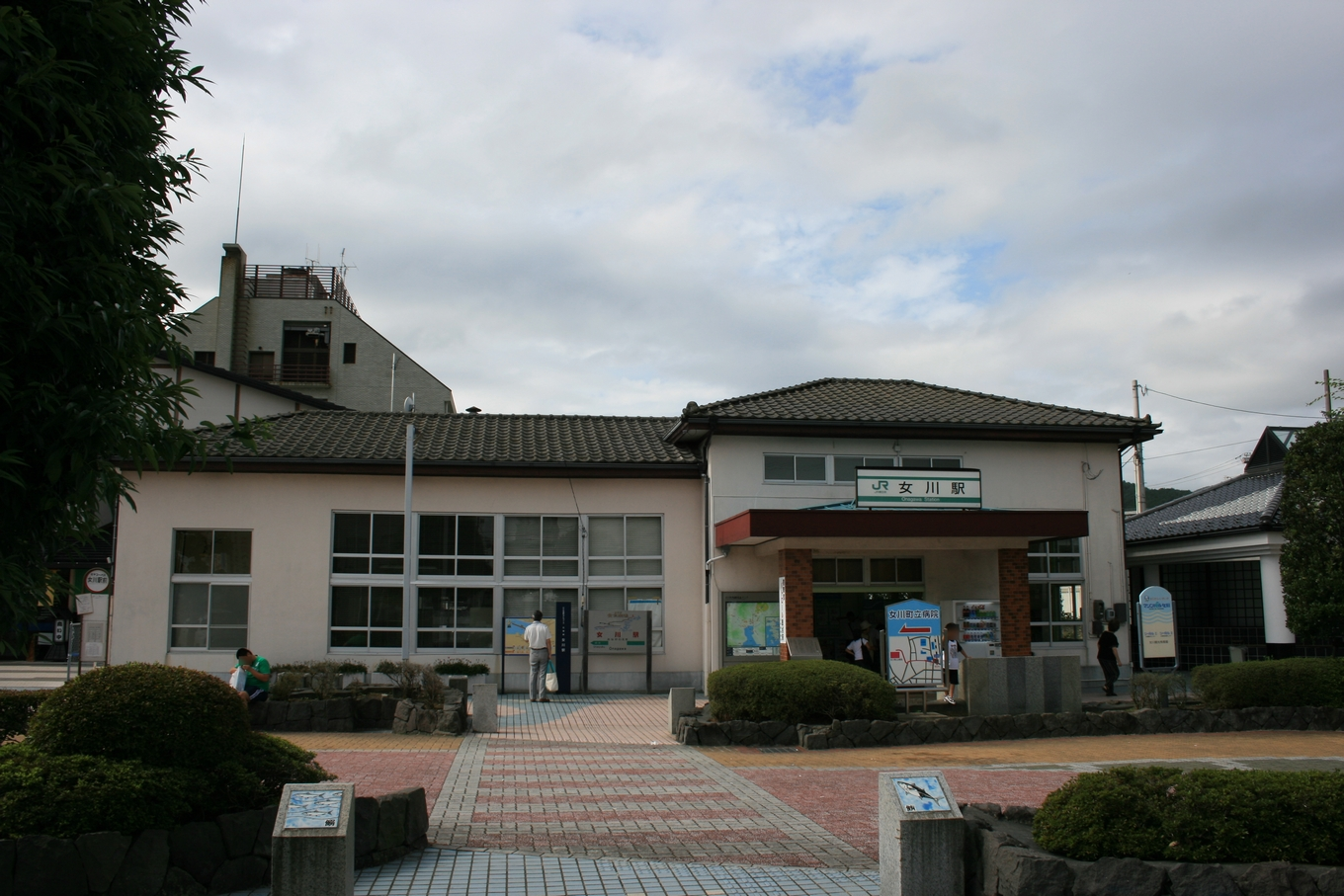
因地震而被毀掉的第1代站房。（2007年）

為木製單層建築，擁有特高的樓底，並配以高身的玻璃窗戶，內設有售票窗口、自動售票機、及偌大的候車大堂。
設有島式月台1座，共提供1面2線的配置，另外1號月台旁邊設有側線，是過往貨物線存在時供貨物列車使用。

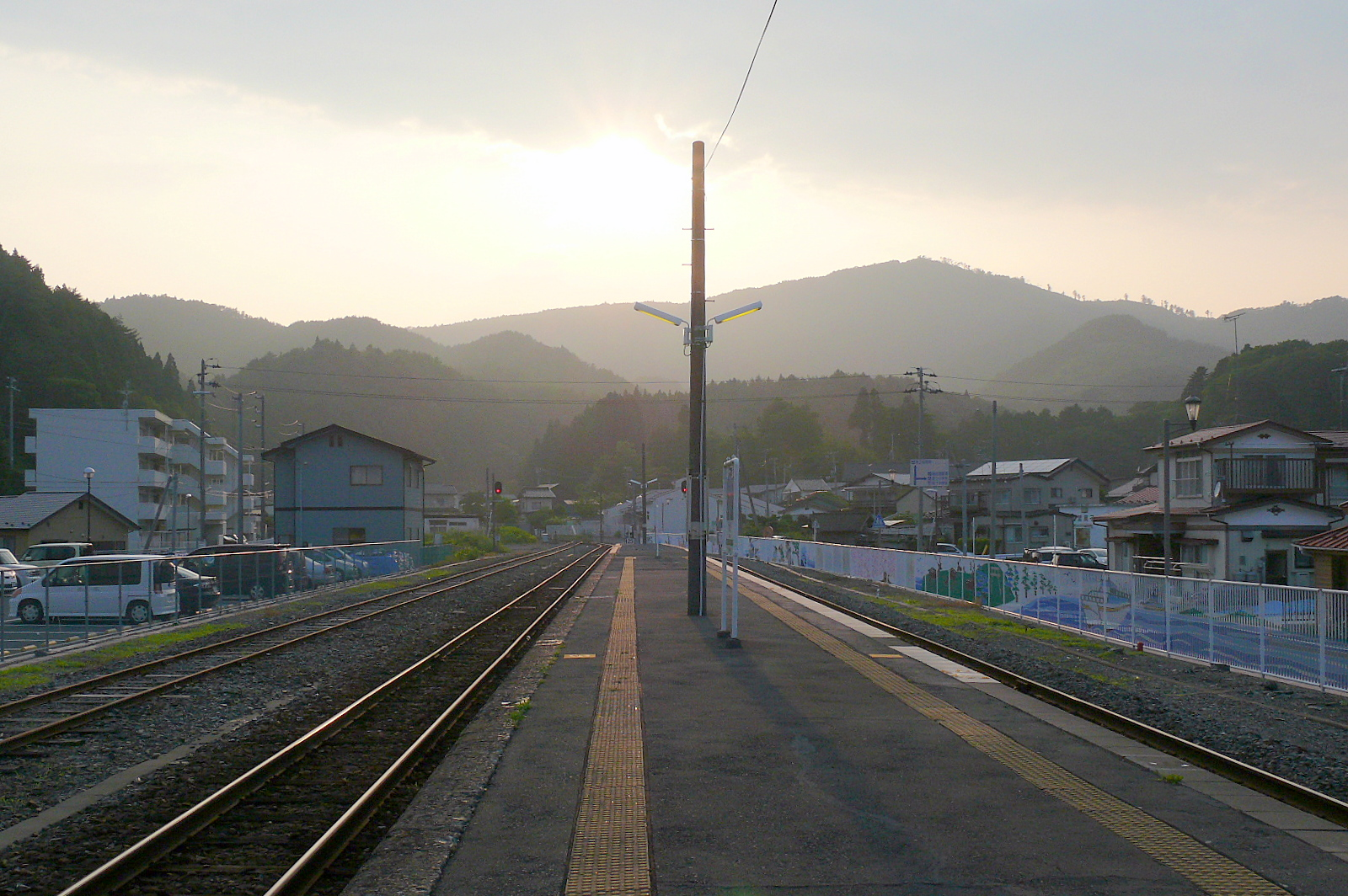
舊月台往石卷方向。（2010年6月22日）
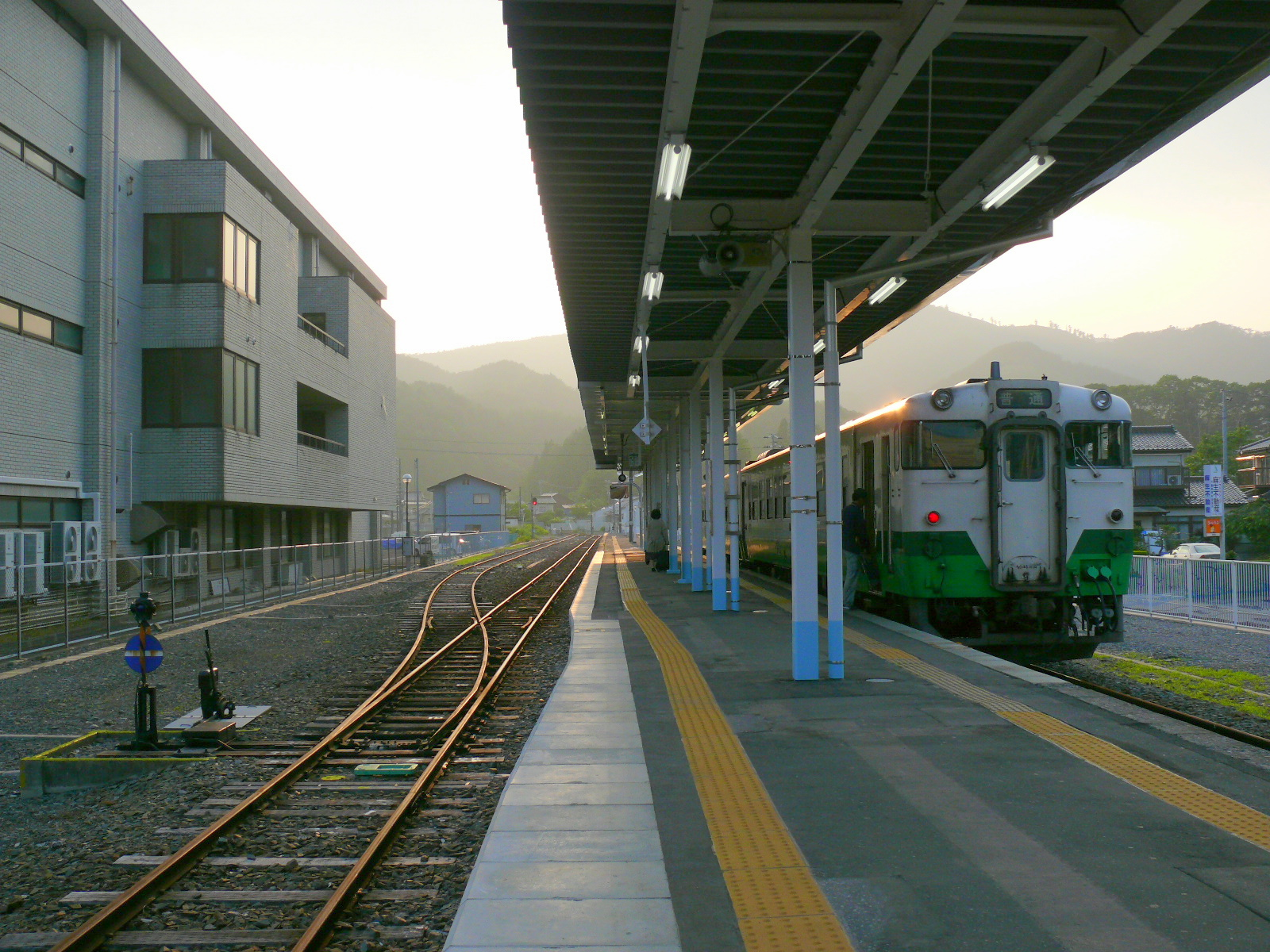
舊月台往石卷方向，右側為2號月台。（2010年6月22日）

## 歷史
- 1926年7月15日：金華山軌道（日语：金華山軌道）女川站開業。
- 1939年：

- 10月7日：鐵道省石卷線女川站開業。
- 10月29日：金華山軌道全線休止。

- 1940年5月3日：金華山軌道全線廢線。公司曾認為國鐵開業令他們的經運減少而要求政府作出補償[4]。
- 1958年8月11日：本站～女川港站間貨物支線開業。
- 1980年8月1日：貨物支線廢線
- 1987年4月1日：國鐵分割民營化，車站管轄劃歸由東日本旅客鐵道繼承。
- 2011年：

- 3月11日：發生東日本大地震，引發的海嘯將整個站舍及基台均沖毀。同時也將車站內停泊中的列車、及旁邊由町營溫泉所保存的舊款車廂等也沖毀。
- 4月21日：路線改以替代巴士行走，往來本站～石卷間。
- 5月19日：總站改設於「女川運動公園」，與原車站相距甚遠。

- 2012年3月17日：石卷～渡波復駛，替代巴士縮短至只往渡波站。
- 2013年3月16日：渡波～浦宿復駛，替代巴士縮短至只往浦宿站。
- 2015年3月21日：車站於舊站向內陸方向150米移設後復業，鐵道重新營運，同日起替代巴士取消[9][10]。

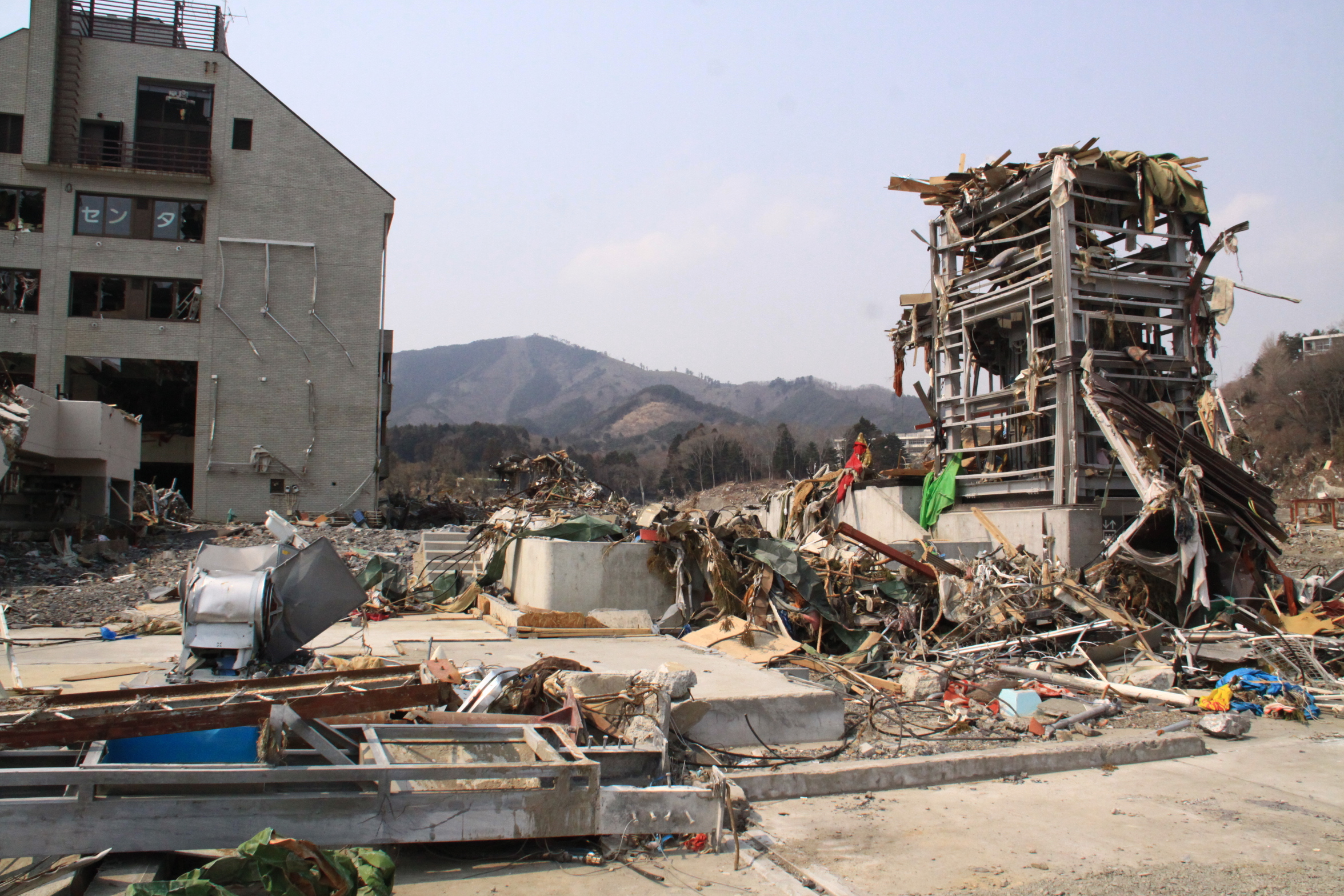
被沖毀的第1代女川站，只遺下基台，往月台的梯級及升降機台。
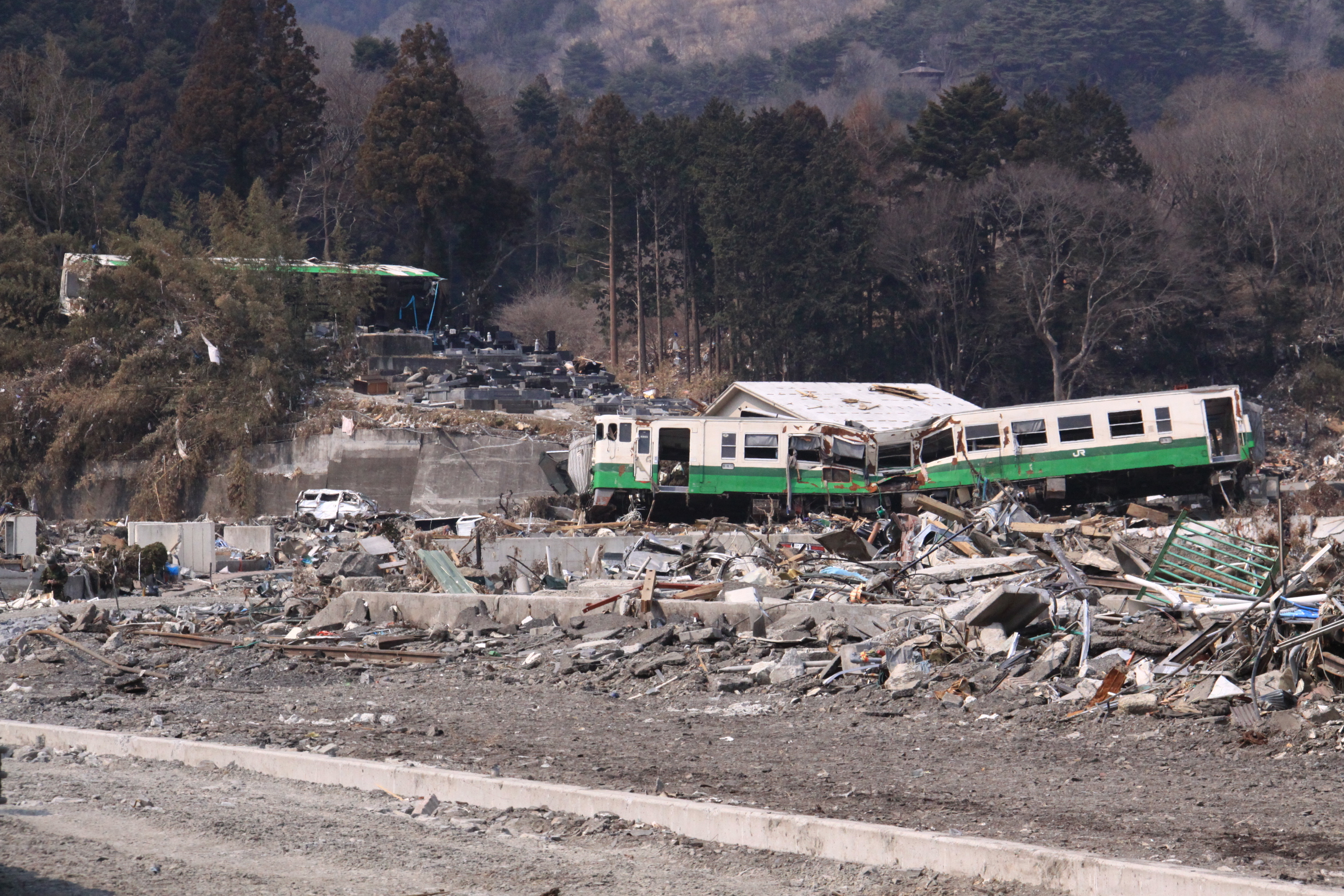
其中1列2輛編成的Kiha40系列車，被海嘯推至車站外200m，當中1節（左上角方）更被推上至1個墓園上。
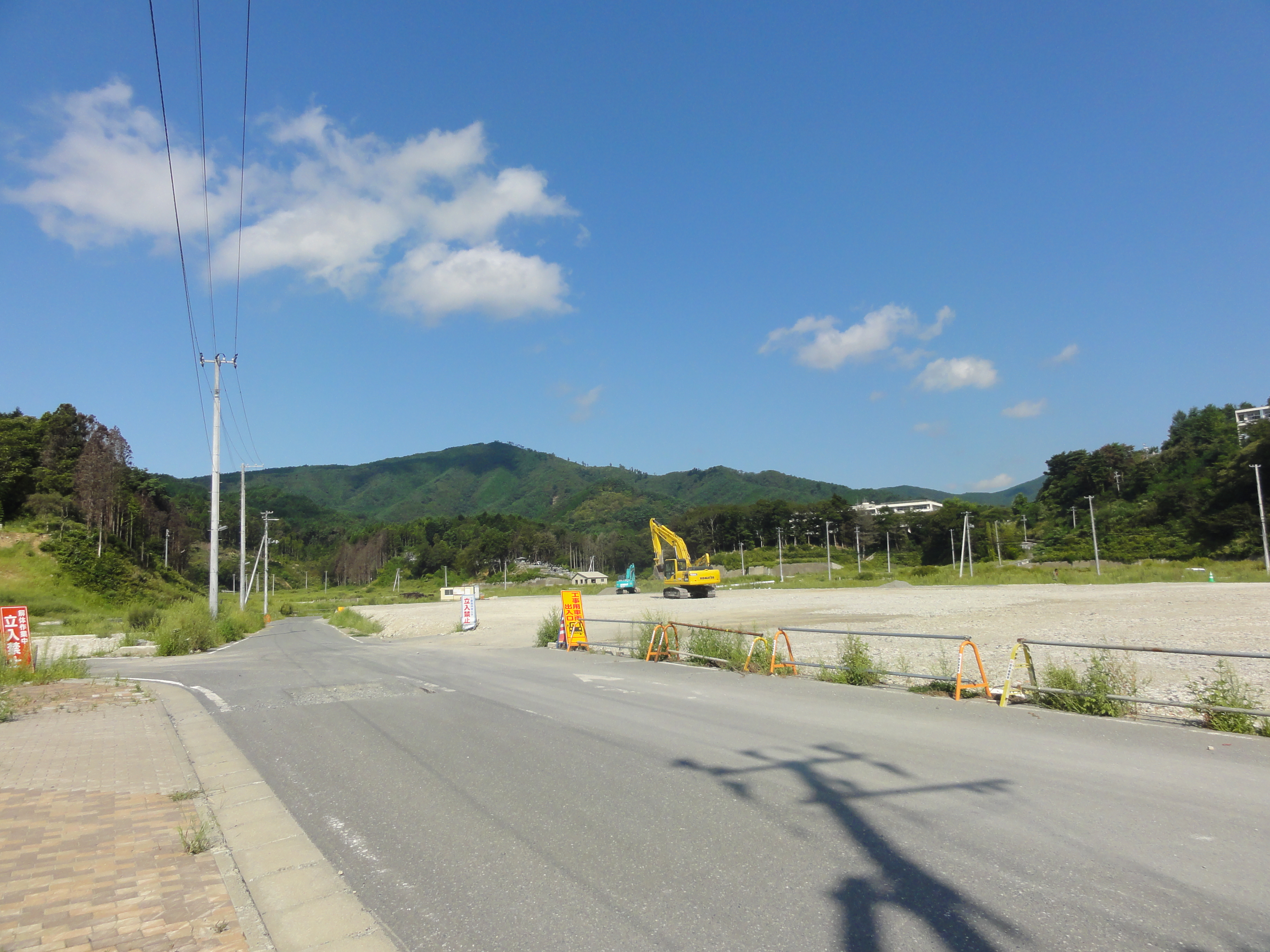
經整理後的舊女川站原址。
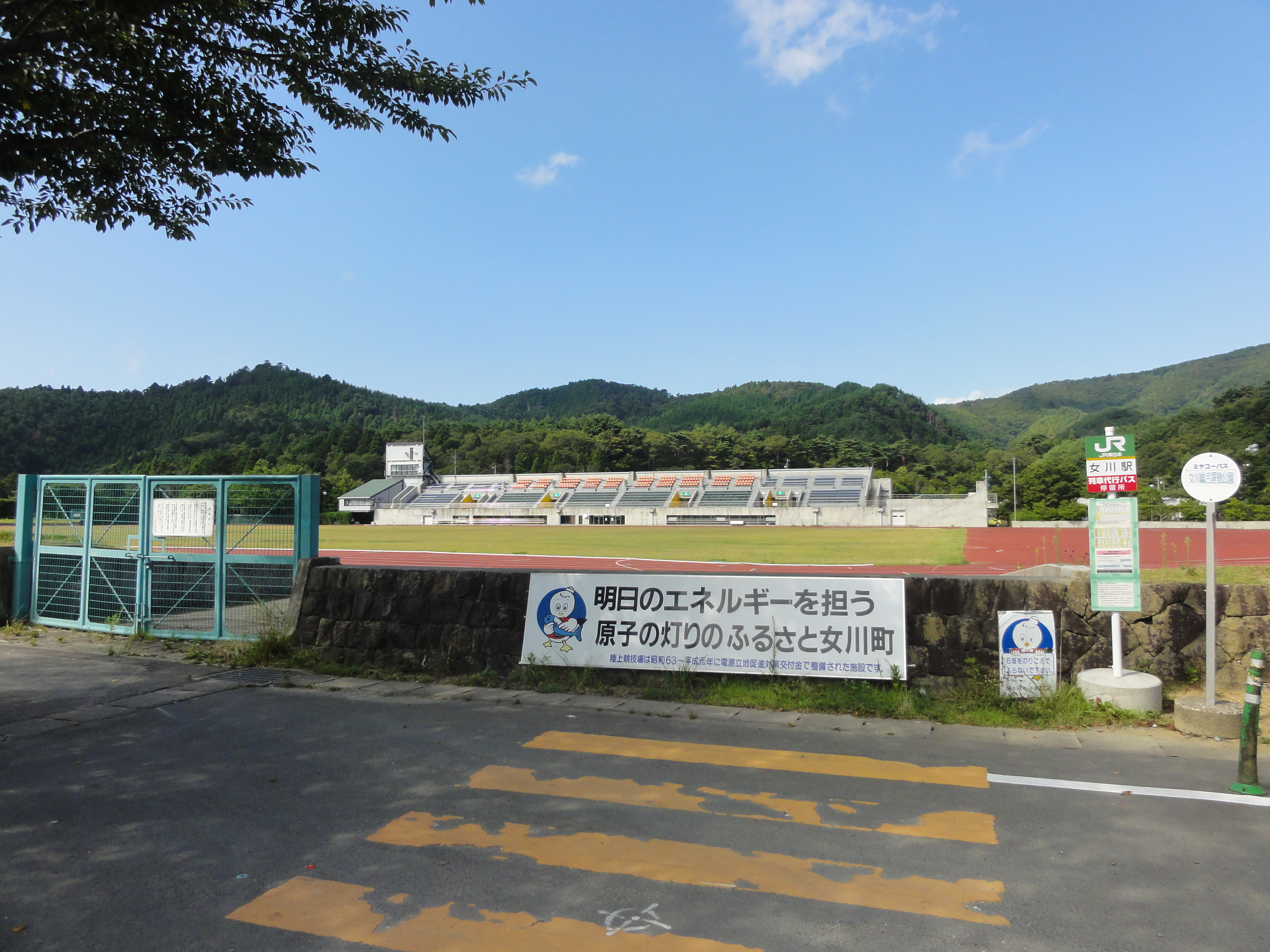
女川運動公園外的替代巴士總站。

## 利用人數
| 乗車人員推算 | 乗車人員推算 | 乗車人員推算 |
| 年度         | 1日平均人數  |              |
| ------------ | ------------ | ------------ |
| 2000         | 521          |              |
| 2001         | 499          |              |
| 2002         | 468          |              |
| 2003         | 445          |              |
| 2004         | 428          |              |
| 2005         | 382          |              |
| 2006         | 347          |              |
| 2007         | 348          |              |
| 2008         | 348          |              |
| 2009         | 325          |              |
| 2010         | 314          |              |
| 2011         | （沒有統計） |              |
| 2012         | 54           |              |
| 2013         | 48           |              |
| 2014         | 62           |              |

## 相鄰車站
東日本旅客鐵道
■石卷線（包括■■仙石東北線）
■快速（紅快速）、■普通
浦宿－女川

## 外部連結
- JR東日本 女川站（页面存档备份，存于）（日語）